# TONTO's Expanding Head Band
I TONTO's Expanding Head Band sono stati un gruppo musicale britannico.
Composti dagli ingegneri del suono Malcolm Cecil e Robert Margouleff, vengono ricordati per l'uso innovativo che fecero adoperando il sintetizzatore e per il loro primo album Zero Time (1971), considerato da alcuni un capolavoro della musica elettronica.

## Storia
Il gruppo prende il nome dal TONTO (acronimo di The Original New Timbral Orchestra): il primo sintetizzatore analogico, polifonico e multitimbrico, nonché il più grande del mondo, che il duo sviluppò con l'aiuto di Robert Moog. Adottando soltanto quello strumento, esordirono nel 1971 con l'album Zero Time, primo album che sfrutta appieno le potenzialità del sintetizzatore. I suoi brani lirici e meditativi,  a volte orientaleggianti e a volte contaminati dal minimalismo, anticipano "diversi generi da venire del pop elettronico" e avrebbero ispirato molti artisti della new age. Tre anni più tardi uscì It's About Time, accreditato semplicemente ai Tonto e meno apprezzato dell'esordio. Sebbene il gruppo si fosse sciolto nel 1980, il TONTO venne suonato negli album più importanti di Stevie Wonder, in quelli degli Isley Brothers e venne adoperato in brani di Joan Baez, The Doobie Brothers, Quincy Jones, Randy Newman e Bobby Womack fra i molti. Negli anni novanta, lo strumento elettronico venne acquistato da Mark Mothersbaugh dei Devo e dal 2013 è conservato nel National Music Centre di Calgary (Canada).

## Formazione
- Malcolmc Cecil – strumentazione elettronica
- Robert Margouleff – strumentazione elettronica

## Discografia

### Album in studio
- 1971 – Zero Time
- 1974 – It's About Time